# Richard Peter

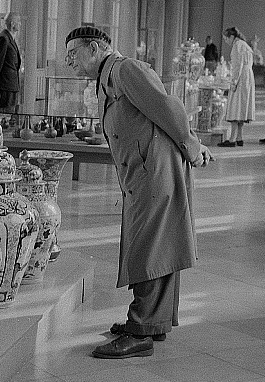
Selbstporträt des Fotografen im Dresdner Zwinger, Porzellansammlung

Richard Peter (* 10. Mai 1895 in Klein Jenkwitz, Landkreis Ohlau, Provinz Schlesien; † 3. Oktober 1977 in Dresden) war ein deutscher Pressefotograf und Fotojournalist. Seine Fotografien von Dresden direkt nach Ende des Zweiten Weltkriegs, darunter der Blick vom Rathausturm nach Süden, machten ihn bekannt.

## Leben und Wirken

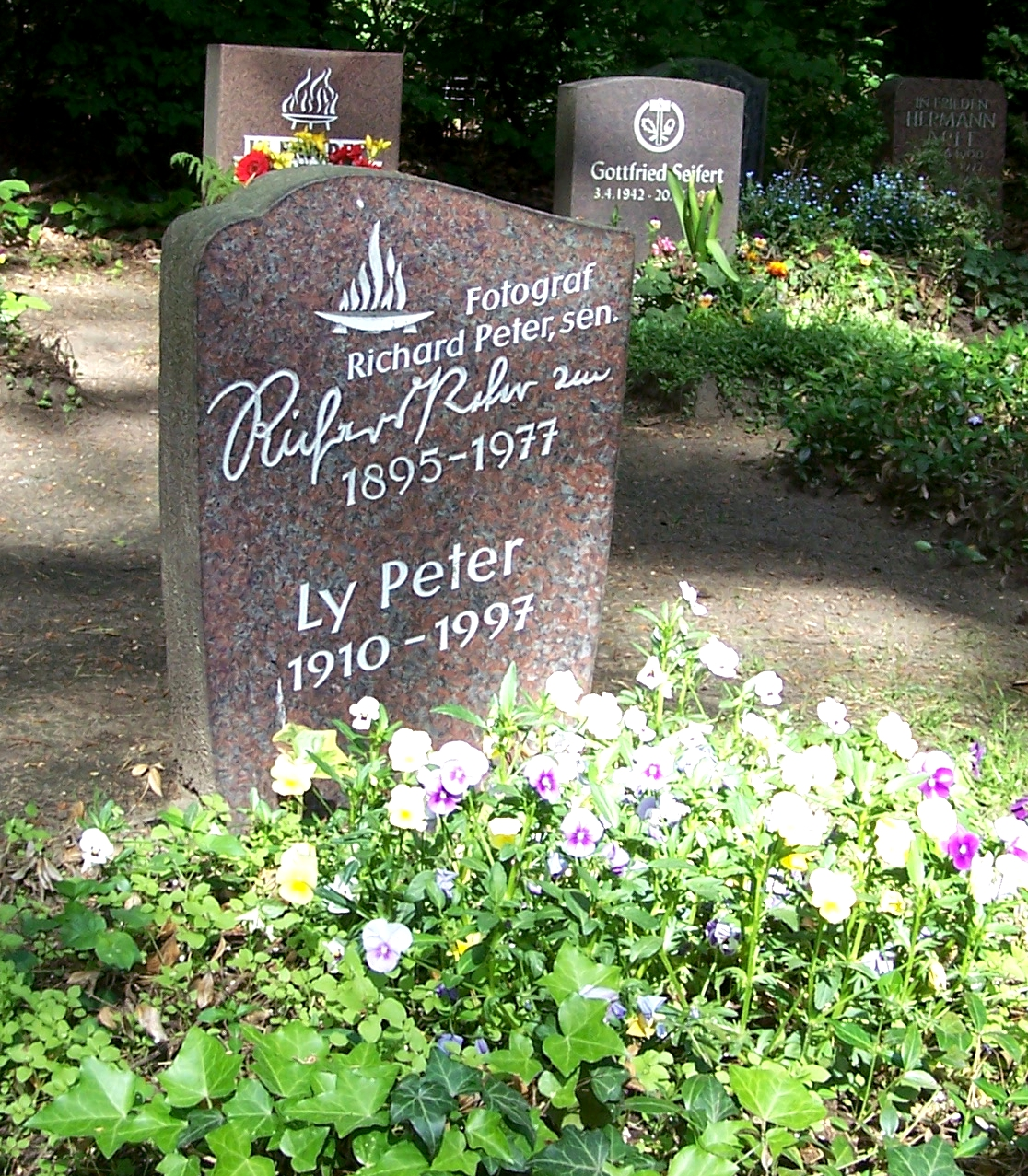
Peters Grab auf dem Heidefriedhof

Richard Peter verbrachte seine Kindheit in Klein Jenkwitz. Er arbeitete als Schmied und als Bergmann. Am Ersten Weltkrieg nahm er als Soldat teil. Nach dem Krieg lebte er in Halle (Saale), wo er sich der Arbeiterbewegung anschloss und Mitglied zunächst der USPD und 1920 der Kommunistischen Partei Deutschlands wurde. Wegen seiner Teilnahme an Aufständen in Leuna floh er zunächst nach Wien, kurz darauf wurde Dresden seine neue Wahlheimat. In den 1920er Jahren veröffentlichte er zahlreiche Fotografien, die in Werbezeitschriften und Monatsblättern erschienen. Er verstand sich vor allem allerdings als Arbeiterfotograf und lichtete Streikposten und -parolen ab, Zustände in Werkhallen (diese vor allem mit versteckter Kamera), sowie Lebensverhältnisse der Arbeiterfamilien (u. a. zur Kinderarbeit in der Heimindustrie). Diese erschienen vor allem in der AIZ.
Ende der 1920er Jahre ging er nach Argentinien, das er wegen mangelndem wirtschaftlichen Erfolg 1929 wieder verließ. 1930 bereiste er für fast ein Jahr Skandinavien. Die in beiden Fällen entstandenen Fotoreportagen wurden ebenfalls publiziert.
1933 erhielt er nach der Machtergreifung der NSDAP Arbeitsverbot als Pressefotograf, das 1939 wieder aufgehoben wurde. Ab 1933 schmuggelte er Aufnahmen von der Judenverfolgung sowie von Überfällen auf jüdische Geschäfte und Einrichtungen an die nunmehr im Prager Exil produzierte AIZ.
Trotzdem konnte er als Werbefotograf für verschiedene Unternehmen weiter Fotos machen, die in Dresdner Zeitungen und Illustrierten veröffentlicht wurden. 1939/40 und ab 1943 war er zur Wehrmacht eingezogen.

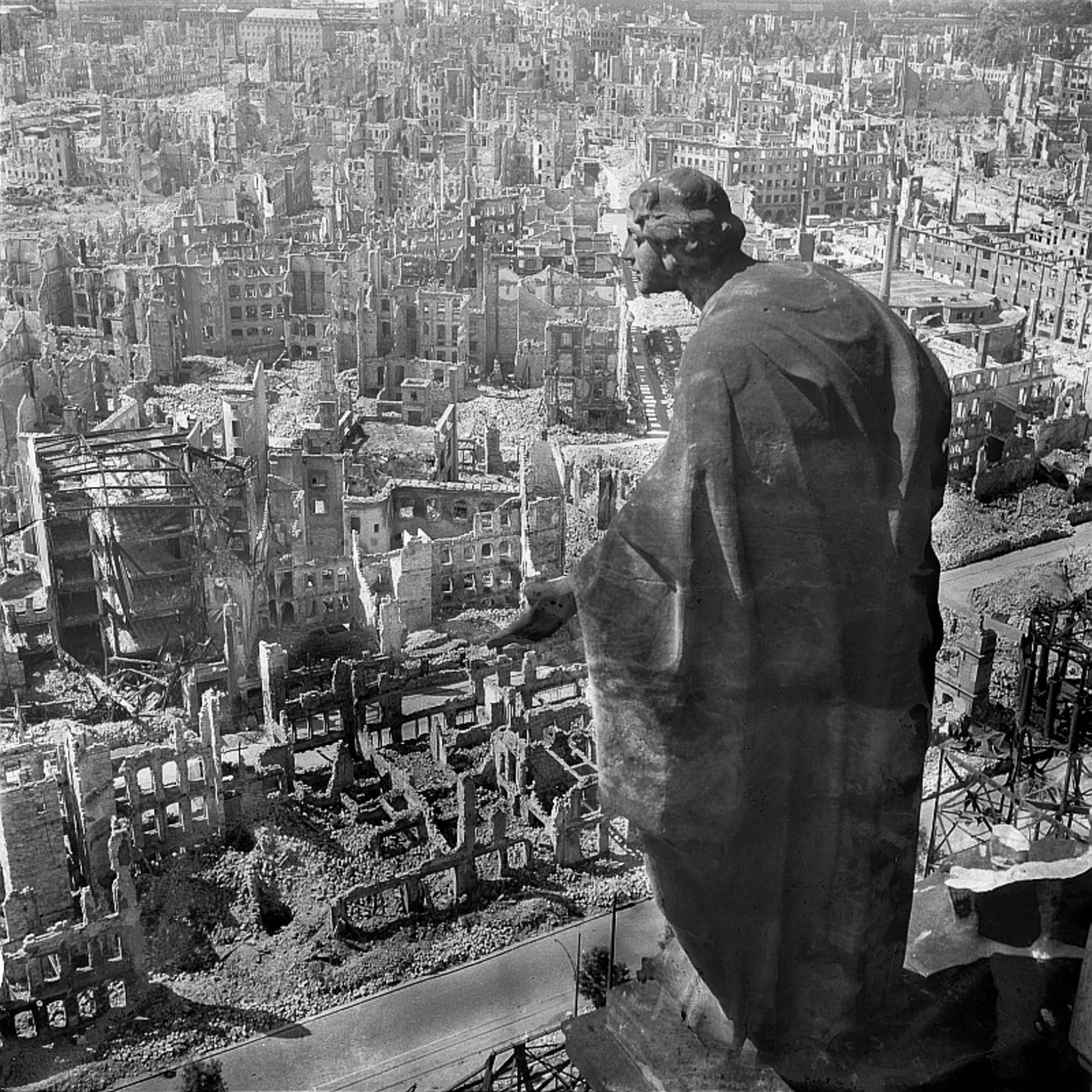
Blick vom Rathausturm nach Süden, entstanden Herbst 1945

Richard Peter kehrte im September 1945 aus der Gefangenschaft in seine Wahlheimat Dresden zurück und fotografierte die durch die Luftangriffe auf Dresden zerstörte Stadt und deren Wiederaufbau. Seine Fotografien wurden erstmals 1950 in Dresden, eine Kamera klagt an veröffentlicht. Er war Leiter der KPD-Bildstelle und danach Chefredakteur der Zeitschrift Zeit im Bild sowie Landesredakteur der Zeitung Der freie Bauer.
1949 wurde Richard Peter wegen „parteischädigenden Verhaltens“ aus der Sozialistischen Einheitspartei Deutschlands ausgeschlossen. Grund waren seine Bemühungen um die Aufklärung eines Falles von Korruption rund um den Bürgermeister der nördlich von Dresden gelegenen Gemeinde Weixdorf.
Seit Mitte der 1950er Jahre arbeitete er als freischaffender Künstler verstärkt für Verlage und Werbung bis zu seinem Tod im Jahre 1977 und errang internationale Anerkennung.
Richard Peter verstarb in Dresden und wurde auf dem Heidefriedhof beigesetzt.
Richard Peter hatte einen Sohn, Richard Peter jun. (1915–1978), der ebenfalls als Fotograf bekannt wurde.

## Nachlass
Sein 6.500 Negative, etwa 2.500 Positive sowie einige hundert Kleinbilddias umfassender fotografischer Nachlass aus dem Zeitraum 1945–1977 wurde 1983 von der Deutschen Fotothek erworben. Peters vor 1945 entstandene Aufnahmen sind bis auf Reproduktionen und Veröffentlichungen durch die Zerstörung Dresdens verlorengegangen.

## Werke
- Dresden – eine Kamera klagt an. Dresdener Verlagsgesellschaft, Dresden 1950.
- Dresden – eine Kamera klagt an. Fliegenkopf Verlag, Halle/Saale 1995, ISBN 3-930195-03-8.
- Erinnerungen und Bilder eines Dresdener Fotografen, Autobiografie, Hrsg. von Werner Wurst, Fotokinoverlag,  Leipzig, 1987, ISBN 3-7311-0039-8.